# Charlotte Lehmann
Charlotte Lehmann (* 16. Januar 1938 in Zweibrücken) ist eine deutsche Konzertsängerin (Sopran) und Gesangspädagogin.
Sie studierte in Saarbrücken bei Sybille Ursula Fuchs und anschließend privat bei Paul Lohmann.

## Karriere als Konzertsängerin
Als Konzertsängerin war sie bis 1982 tätig. Neben Konzerten und Aufnahmen für alle großen deutschen Rundfunkanstalten spielte sie u. a. Werke von Johann Sebastian Bach, Wolfgang Amadeus Mozart, Robert Schumann, Hugo Wolf, Gabriel Fauré, Claude Debussy, Paul Hindemith und Arnold Schönberg ein.
Für ihre Interpretation von Liedern von Debussy und Schönberg beim Major-Label EMI wurde sie 1982 mit dem Preis der deutschen Schallplattenkritik ausgezeichnet.

## Arbeit als Gesangspädagogin
Als Gesangslehrerin unterrichtete sie zunächst ab 1972 an der Musikhochschule Hannover und ab 1988 als ordentliche Professorin für Gesang an der Hochschule für Musik Würzburg. Heute gibt sie weltweit Meisterkurse für Konzert- und Opernsänger.
Ihr Unterricht orientiert sich an den Prinzipien der Musikkinästhesie, die sie zusammen mit ihrem Ehemann Ernst Huber-Contwig entwickelt hat. Für die Unterrichtspraxis hat sie kommentierte Sammlungen mit Arien von Mozart und Bach herausgegeben. Zu ihren Schülern zählten bzw. zählen der Bassbariton Thomas Quasthoff, die Mezzosopranistinnen Christina Bock und Lioba Braun sowie die Altistin Maria Kowollik.

## Gutachtertätigkeit
Charlotte Lehmann war von 1994 bis 2000 Präsidentin des Bundes deutscher Gesangslehrer, dessen Ehrenpräsidentin sie heute ist. Sie war außerdem die Vorsitzende des Fachausschusses des Bundeswettbewerbes Gesang Berlin.